# Pilosanthura
Pilosanthura är ett släkte av kräftdjur. Pilosanthura ingår i familjen Anthuridae.
Kladogram enligt Catalogue of Life:
| Pilosanthura | \| \| Pilosanthura calcaris \| \| \| \| \| \| Pilosanthura fresii \| \| \| \| |
|              | \| \| Pilosanthura calcaris \| \| \| \| \| \| Pilosanthura fresii \| \| \| \| |
|              | Amakusanthura                                                                 |
|              |                                                                               |
|              | Anthura                                                                       |
|              |                                                                               |
|              | Apanthura                                                                     |
|              |                                                                               |
|              | Apanthuroides                                                                 |
|              |                                                                               |
|              | Apanthuropsis                                                                 |
|              |                                                                               |
|              | Caenanthura                                                                   |
|              |                                                                               |
|              | Cetanthura                                                                    |
|              |                                                                               |
|              | Chelanthura                                                                   |
|              |                                                                               |
|              | Cortezura                                                                     |
|              |                                                                               |
|              | Cyathura                                                                      |
|              |                                                                               |
|              | Exallanthura                                                                  |
|              |                                                                               |
|              | Haliophasma                                                                   |
|              |                                                                               |
|              | Indanthura                                                                    |
|              |                                                                               |
|              | Leipanthura                                                                   |
|              |                                                                               |
|              | Malacanthura                                                                  |
|              |                                                                               |
|              | Mesanthura                                                                    |
|              |                                                                               |
|              | Nemanthura                                                                    |
|              |                                                                               |
|              | Notanthura                                                                    |
|              |                                                                               |
|              | Pendanthura                                                                   |
|              |                                                                               |
|              | Ptilanthura                                                                   |
|              |                                                                               |
|              | Quantanthura                                                                  |
|              |                                                                               |
|              | Sauranthura                                                                   |
|              |                                                                               |
|              | Skuphonura                                                                    |
|              |                                                                               |
|              | Stygocyathura                                                                 |
|              |                                                                               |
|              | Pilosanthura calcaris                                                         |
|              |                                                                               |
|              | Pilosanthura fresii                                                           |
|              |                                                                               |

|  | Pilosanthura calcaris |
|  |                       |
|  | Pilosanthura fresii   |
|  |                       |